# Tell Me Your Wish (Genie)
Albums de Girls' Generation
Girls' Generation
(2007) Oh!
(2010)
EPs par Girls' Generation
Gee
(2009) Hoot
(2010)
Singles
1. Tell Me Your Wish (Genie)
Sortie : 29 juin 2009

Tell Me Your Wish (Genie) (en Hangeul: 소원을 말해봐 (Genie)) est le second mini-album du groupe sud-coréen Girls' Generation. L'album est sorti le 29 juin 2009 en Corée du Sud.

## Liste des titres
| Tell Me Your Wish (Genie) | Tell Me Your Wish (Genie)                        | Tell Me Your Wish (Genie) | Tell Me Your Wish (Genie)        | Tell Me Your Wish (Genie) | Tell Me Your Wish (Genie) | Tell Me Your Wish (Genie) | Tell Me Your Wish (Genie) | Tell Me Your Wish (Genie) | Tell Me Your Wish (Genie) |
| No                        | Titre                                            | Paroles                   | Musique                          | Durée                     |                           |                           |                           |                           |                           |
| ------------------------- | ------------------------------------------------ | ------------------------- | -------------------------------- | ------------------------- | ------------------------- | ------------------------- | ------------------------- | ------------------------- | ------------------------- |
| 1.                        | 소원을 말해봐 (지니) (Tell Me Your Wish (Genie)) | Yoo Young-jin             | Yoo Young-jin                    | 03:50                     |                           |                           |                           |                           |                           |
| 2.                        | Etude                                            | Hwang Sung Je, Yoo Jeni   | Hwang Sung Je                    | 03:13                     |                           |                           |                           |                           |                           |
| 3.                        | 여자친구 (Girlfriend)                            | Kim Jung Bae              | Kenzie                           | 03:19                     |                           |                           |                           |                           |                           |
| 4.                        | 남자친구 (Boyfriend)                             | Kim Ji Hoo                | Carsten Lindberg, Joachim Svares | 03:50                     |                           |                           |                           |                           |                           |
| 5.                        | 동화 (My Child)                                  | Hwang Sung Je, Yoo Jeni   | Hwang Sung Je                    | 03:36                     |                           |                           |                           |                           |                           |
| 6.                        | 1년 後 (One Year Later)                          | Kim Jin Hwan              | Kim Jin Hwan                     | 04:01                     |                           |                           |                           |                           |                           |
| 21:52                     |                                                  |                           |                                  |                           |                           |                           |                           |                           |                           |